# Philipp Joseph Hinner

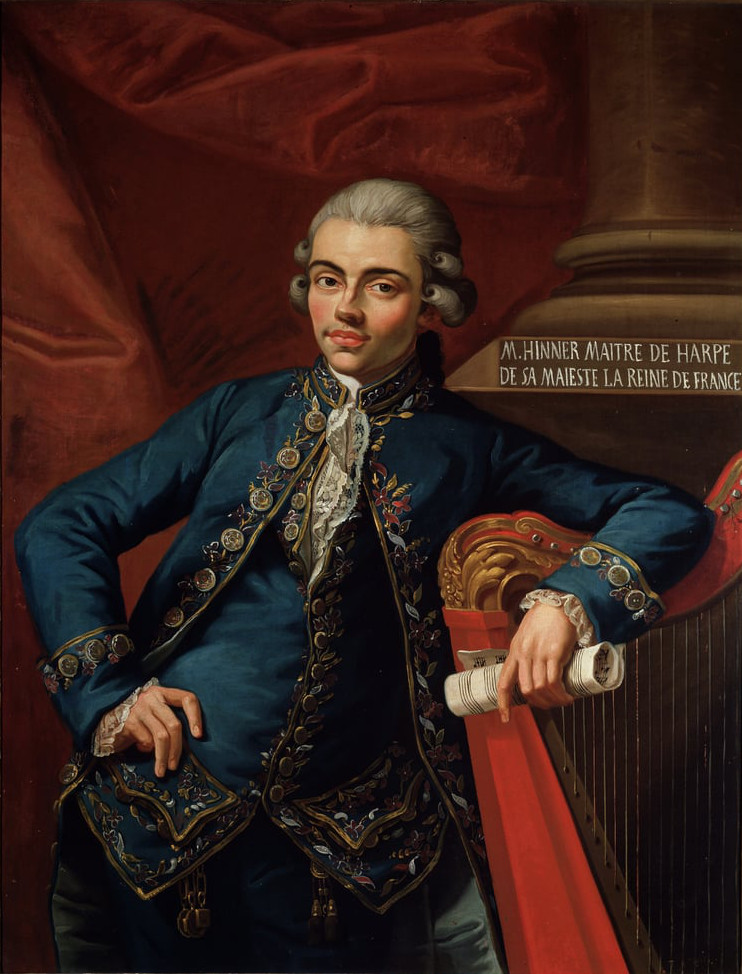
Philipp Joseph Hinner

Philipp Joseph Hinner (* 18. Februar 1755 in Wetzlar; † 3. April 1784 in Versailles, Frankreich; häufig auch in der Schreibweise Philippe Joseph Hinner) war ein deutscher Komponist und Harfenist.
Den größten Teil seiner beruflichen Laufbahn verbrachte Philipp Joseph Hinner am französischen Königshof, wo er Harfenlehrer („maître de harpe“) der französischen Königin Marie-Antoinette war.

## Leben

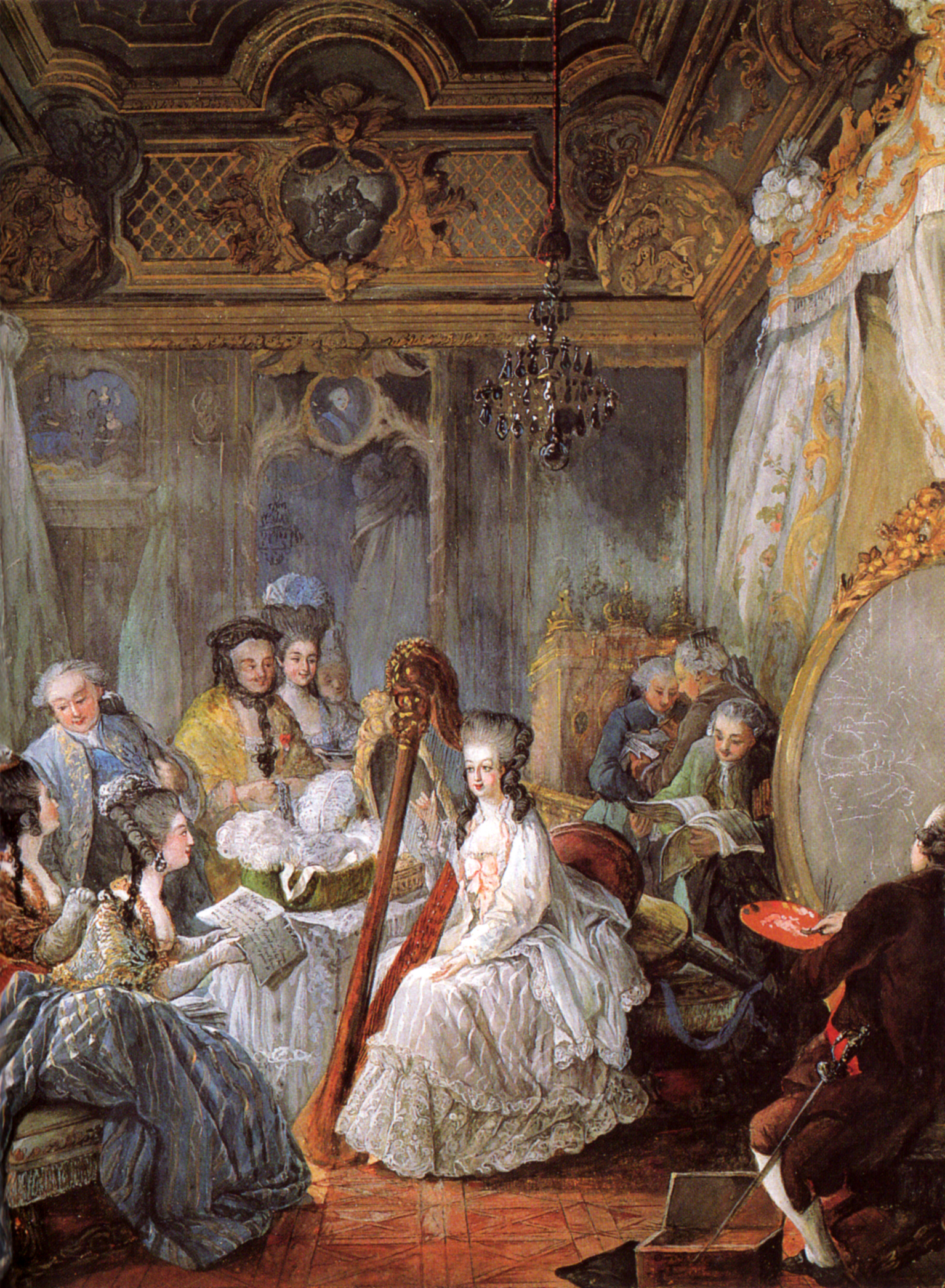
Hinners Schülerin: Marie-Antoinette dans sa chambre, 1776, Versailles, Musée national du château

Philipp Joseph Hinner wurde in Wetzlar als Sohn des Musikers Johannes Hinner und seiner Frau Catharina Hinner geboren. Als Philipp Joseph Hinner acht Jahre alt war, wurde die Familie zur Teilnahme an der französischen Kourou-Expedition nach Französisch-Guyana angeworben. In den Erfassungsbögen der französischen Anwerber heißt es über seine musikalischen Fähigkeiten: „Spielt die Harfe genau so gut wie sein Vater“.
Die Auswanderung nach Guyana 1763 endete in einem Fiasko: Hinner verlor 1765 in Südamerika seine Eltern und Geschwister. Mit zehn Jahren war er Vollwaise. Der junge Musiker wurde dem Gouverneur von Guyana anvertraut, Étienne-François Turgot, der Hinner nach Paris brachte und in die dortige Musikwelt einführte.
In Paris war Hinner Harfenschüler von Francesco Petrini. Dank seiner Virtuosität an der Harfe wurde Hinner bald in das „Concert spirituel“ aufgenommen. Als vielfältiger Musiker war er ab 1774 auch in der „Chapelle Royale“ als Harfenist sowie als Haute-Contre-Sänger tätig, wofür er mit einem Salär von 2.000 Livres jährlich belohnt wurde.
Im gleichen Jahr 1774 wurde die Habsburgerin Marie-Antoinette Königin von Frankreich und Hinner ihr Harfenlehrer. Bis zu seinem Tod durfte Hinner sich „maître de harpe“ (Harfenlehrer) der französischen Königin nennen. Hinner wurde auch „harpiste de la musique du roi et de la reine“ und Mitglied der „quintes de la musique du roi“.
Am 30. Dezember 1775 heiratete Hinner in Versailles die erst 15½ Jahre alte Louise Marguerite Emilie Quetpée de la Borde, ein adliges Zimmermädchen der französischen Königin. Die kirchliche Trauung zelebrierte der Bischof von Saintes in der Versailler Kirche Saint-Louis.
Im Jahr 1776 spielte Hinner im Schloss von Brunoy am Hofe des Bruders von König Ludwig XVI., Louis de France, Graf der Provence, des späteren Königs Ludwig XVIII. von Frankreich. Im gleichen Jahr wurde in Paris im Théâtre-Italien Hinners Oper „La Fausse délicatesse“ aufgeführt.
In den Jahren 1777 bis 1779 reiste Hinner durch Italien. Er hatte von Marie-Antoinettes Schwester, Maria Karolina von Österreich, Königin von Neapel, eine Einladung erhalten, am Königshof in Neapel vorzuspielen. Auf dem Rückweg nach Paris wurde er 1779 in Bologna in die dortige Accademia Filarmonica aufgenommen.
1781 unternahm Hinner eine Konzertreise nach London, wo er besonders für seine Interpretation von Adagien auf der Harfe gefeiert wurde.
Am französischen Hof übernahm Hinner 1782 die Stelle eines „officier de la chambre de la reine“, wofür er ein Jahresgehalt von 3.000 Livres zusätzlich erhielt. Zwar schied Hinner in der Folge aus der „Musique du Roi“ aus, wurde dafür aber mit einer weiteren Jahrespension von 3.000 Livres entschädigt.
Im Mai 1783 spielte Hinner eine von Jean-Henri Naderman neu entwickelte Harfe und bescheinigte deren Vorzüge.
Am 13. April 1784 verstarb Hinner in Versailles im 30. Lebensjahr aus bislang unbekannten Gründen. Er hinterließ seine erst 23½ Jahre alte Ehefrau sowie vier Kinder, von denen das jüngste erst nach dem Tod des Vaters geboren wurde. Hinners älteste Tochter Louise Antoinette Laure Hinner (* 23. Mai 1777 in Versailles) wurde später bekannt als Laure de Berny, Muse und Geliebte von Honoré de Balzac.

## Werke
- Recueil d’ariettes de différents auteurs avec accompagnement de harpe (op. IV), Verleger: Bignon (Paris), Erscheinungsdatum: 1780
- Quatre Sonates pour la harpe avec accompagnement de violon ad libitum (op. VI), Verleger: Cousineau (Paris), Erscheinungsdatum: 1781
- Quatrième Recueil d’airs non connus avec accompagnement de harpe et une sonate avec accompagnement de violon (op. VII), Verleger: Cousineau (Paris), Erscheinungsdatum: 1780
- Trois Duos pour deux harpes (op. VIII), Verleger: Cousineau (Paris), Erscheinungsdatum: 1781
- Quatre Sonates pour la harpe avec accompagnement de violon (op. IX), Verleger: Cousineau/Salomon (Paris), Erscheinungsdatum: 1782
- IV Duo pour deux harpes dans lesquels l’auteur a inséré des airs connus. Ces duos peuvent aussi s’exécuter sur le piano-forte (op. X), Verleger: Naderman (Paris), Erscheinungsdatum: 1783
- Recueil de douze airs de chant avec accompagnement de harpe (op. XI), Verleger: H. Naderman (Paris), Erscheinungsdatum: 1783
- Recueil de diférens airs avec accompagnement de harpe, un duo pour 2 harpes et plusieurs airs variés, dédié à la Reine, Erscheinungsdatum: 1776 (Versailles)
- Trois Sonates pour la harpe avec accompagnement de violon ad libitum, un duo et plusieurs petits airs variés, Verleger: Cousineau (Paris), Erscheinungsdatum: 1777
- Deuxième Recueil contenant neuf romances non connues avec accompagnement de harpe et trois sonates pour la harpe avec accompagnement de violon ad libitum, Verleger: Cousineau (Paris), Erscheinungsdatum: 1777
- Six sonates pour la harpe dont plusieurs peuvent s’exécuter sur le clavecin avec accompagnement de violon, Verleger: Naderman (Paris), Erscheinungsdatum: 1779
- Complainte d’Amadis avec accompagnement de harpe, Verleger: Naderman (Paris), Erscheinungsdatum: 1780
- „La Fausse Délicatesse“, Opéra Comique in 3 Akten, Libretto: Benoît-Joseph Marsollier des Vivetières, Musik: Philipp Joseph Hinner, Uraufführung: 1776, Opéra-Comique-Italien, Paris
- „Les Trois Inconnues“, Drame lyrique, comédie mêlée d’ariettes in 3 Akten, Libretto: François-Georges Fouques Deshayes, genannt Desfontaines bzw. Desfontaines-Lavallée, Musik: Philipp Joseph Hinner, Uraufführung: 7. Februar 1783, Théâtre de la Cour, Versailles

## Abbildungen
Eine Abbildung von Hinner befindet sich in Bologna im Archiv des Museo internazionale e biblioteca della musica di Bologna. Das dem Maler Angelo Crescimbeni zugeschriebene Ölgemälde zeigt Hinner auf eine Harfe gestützt mit der Beschriftung im Gemälde: M. HINNER MAITRE DE HARPE / DE SA MAIESTE LA REINE DE FRANCE. Das Bild entstand wohl 1779 anlässlich Hinners Besuchs in Bologna. Nach der Inventarbeschreibung im Archiv der Musikbibliothek traf Hinner in Bologna auch den italienischen Komponisten und Musiktheoretiker Giovanni Battista Martini OFM, genannt Padre Martini.
Möglicherweise ist Hinner auch auf dem Bild Marie-Antoinette dans sa chambre von Jean-Baptiste André Gautier-Dagoty (1776) rechts hinter Marie-Antoinette abgebildet, mit den Noten in seinen Händen.